# Evangelion: Battle Orchestra
Neon Genesis Evangelion: Battle Orchestra (新 世紀 エ ヴ ァ ン ゲ リ オ ン バ ト ル オ ー ケ ス ト ラ Shinseiki Evangerion Batoru Ōkesutora?) es un videojuego de la serie de anime y manga Neon Genesis Evangelion producido por BROCCOLI y publicado en junio de 2007 para la plataforma Sony Playstation 2. Es un juego de lucha en 2D de desplazamiento lateral que presenta unidades Eva y Ángeles de Neon Genesis Evangelion luchando entre sí.

## Argumento
El modo Historia presenta arcos individuales para los seis pilotos: Shinji Ikari, Asuka Langley Soryu, Rei Ayanami, Tōji Suzuhara, Kensuke Aida  y Kaworu Nagisa. El juego narra la mayoría de batallas vistas en la serie de anime como de la película The End of Evangelion, contando con arenas basadas en las distintas locaciones vistas en ellas.

## Jugabilidad

### Modo historia
Es un juego de lucha entre EVAs y Ángeles que cuenta con unos controles bastantes sencillos respecto a otros videojuegos de lucha, implementando una combinación simplificada de ataques y sistema de batalla similar al del videojuego Super Smash Bros, donde uno  o más jugadores (hasta cuatro) eligen un personaje, tras lo cual pelean en diferentes escenarios 3D, basadas en distintas locaciones vistas en la serie anime. Aunque dichos escenarios están creados en tres dimensiones, los personajes sólo pueden moverse en un plano bidimensional. Diversas cajas aparecen de forma aleatoria en los extremos del escenario, y contienen en su interior diferentes armas y objetos útiles como el cuchillo progresivo, bombas N², la lanza de Longinus, el Dummy Plug, y recargas de energía de diferentes cantidades. Los ataques especiales son representados con una secuencia cinemática, la cual muestra la acción con gran detalle.

### Modo de misiones
Este es un modo disponible en la versión de PlayStation Portable. Consiste en una serie de 100 objetivos diferentes. La mayoría consiste en derrotar a los ángeles cumpliendo ciertas condiciones o restricciones particulares.

## Versiones y relanzamientos
El juego lanzado para PlayStation 2 en 2007 cuenta con tres versiones diferentes: la versión estándar, la versión Deluxe y la versión de bajo costo.
El juego también contó con una reedición en PlayStation Portable lanzada el 30 de julio de 2009 bajo el nombre Neon Genesis Evangelion: Battle Orchestra PORTABLE (新世紀エヴァンゲリオン バトルオーケストラ Shinseiki Evangerion Batoru Okesutora Pōtaburu?). Esta reedición incluye material inédito y fue publicada en una versión estándar y en una versión limitada.
- Datos: Q603416